# Edgardo Cedeño Muñoz

Bischofswappen von Edgardo Cedeño Muñoz.

Edgardo Cedeño Muñoz SVD (* 18. Januar 1960 in Panama-Stadt, Panama) ist ein panamaischer Ordensgeistlicher und römisch-katholischer Bischof von Penonomé.

## Leben
Edgardo Cedeño Muñoz trat der Ordensgemeinschaft der Steyler Missionare bei und empfing am 28. Oktober 1989 das Sakrament der Priesterweihe.
Am 15. Oktober 2015 ernannte ihn Papst Franziskus zum Bischof von Penonomé. Der Apostolische Nuntius in Panama, Erzbischof Andrés Carrascosa Coso, spendete ihm am 5. Dezember 2015 die Bischofsweihe. Mitkonsekratoren waren der Erzbischof von Panama, José Domingo Ulloa Mendieta OSA, und dessen Amtsvorgänger José Dimas Cedeño Delgado.